# Staffa
Staffa, Stafa en gaélico escocés, es una de las islas Hébridas ubicadas en el oeste de Escocia. El nombre de la isla fue otorgado por los vikingos (en nórdico Stafi-oy, cuyo significado literal es ‘isla de columnas’) quienes la llamaron así por sus columnas, en referencia a las columnas de basalto que existen en la isla.
Staffa se halla a seis kilómetros al oeste de la isla de Mull. Tiene 33 hectáreas de territorio y su punto más alto está a 42 metros sobre el nivel del mar.
 en Am Buchaille.]]

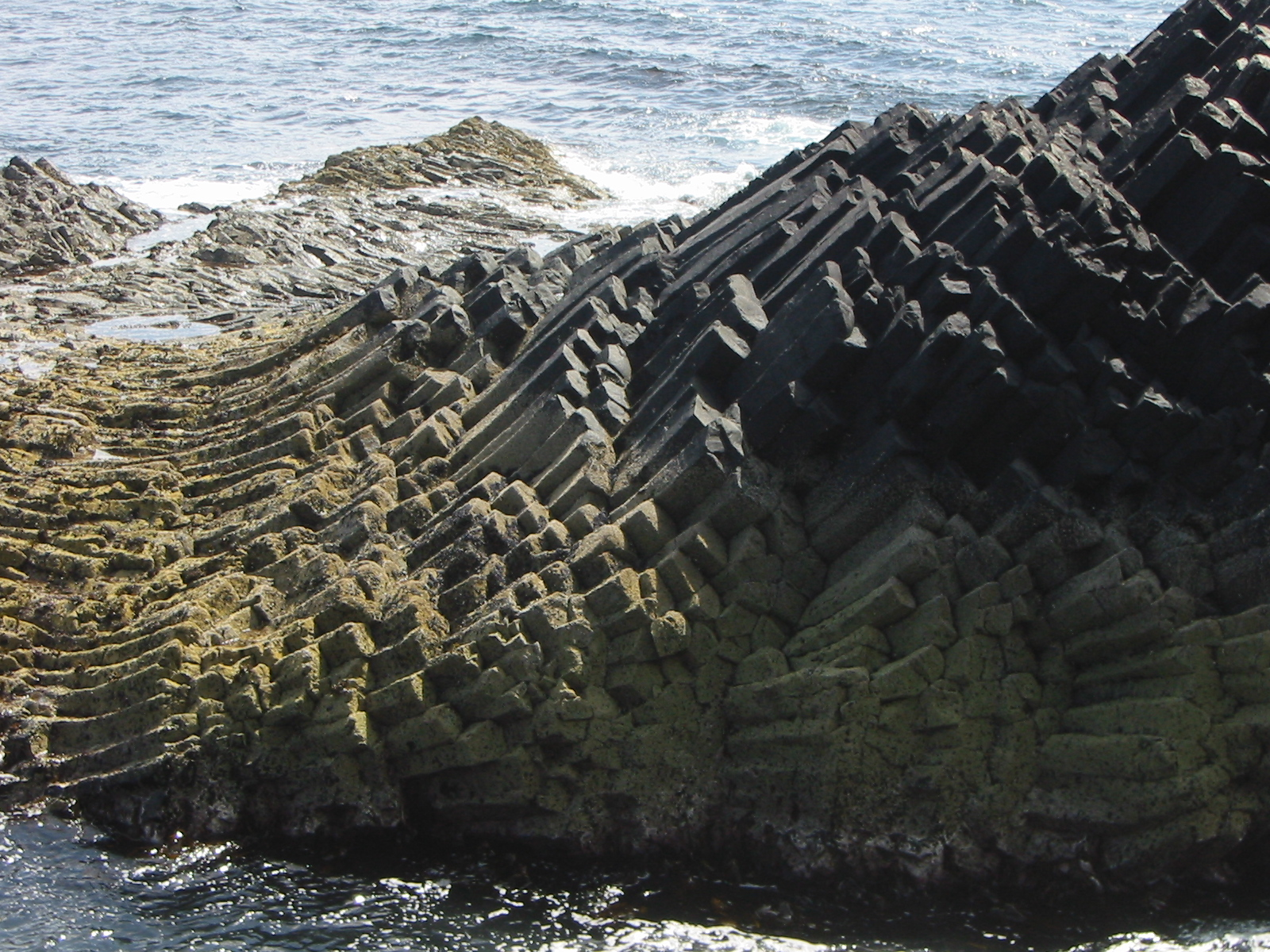

La isla de Staffa obtuvo cierto renombre tras visitarla Sir Joseph Banks a finales del siglo XVIII. Banks y sus compañeros de viaje ensalzaron la belleza de las columnas de basalto de la isla y denominaron como Gruta de Fingal a la principal, y más espectacular, caverna marítima isleña. Ya en siglos posteriores, otras personalidades, incluyendo a la reina Victoria o al compositor Félix Mendelssohn, visitaron la isla de Staffa. La Obertura Las Hébridas (en alemán, Die Hebriden), Opus 26, también conocida como Fingal's Cave (La gruta de Fingal), fue compuesta por este último en 1830.
Desde el comienzo del siglo XIX la isla está deshabitada y desde el siglo XX bajo el cuidado del National Trust for Scotland. Se puede acceder a ella en barcos turísticos que parten desde Oban, Mull y otras localidades cercanas y permiten al visitante admirar la belleza de sus grutas y contemplar a los frailecillos anidando en el lugar.